# Fabian Birkowski
Fabian Birkowski (Leopoli, 1566 – Cracovia, 9 dicembre 1636) è stato uno scrittore polacco.
Dopo anni di studi presso l'Università Jagellonica, a Cracovia, dal 1585 al 1587, nel 1596 entrò nell'Ordine dei frati domenicani. Studioso di Letteratura greca e latina, amante della Filosofia, fu il confessore di Re Sigismondo di Svezia, di sua moglie Konstancja, del diplomatico Krzysztof Zbaraski, del comandante Jan Karol Chodkiewicz, del duca Jan Zamoyski e amico di Piotr Skarga. Dal 1611 al 1634 servì presso la Corte di Ladislao IV Vasa. Nel 1622 aveva accompagnato Re Ladislao IV in guerra contro Ottomani, Moscoviti e Valacchi.

## Opere (titoli in Polacco)
- Kazania na Niedziele i Swieta (1620)
- Kazania obozowe o Bogarodzicy... (1623)
- Mowy pogrzebowe i przygodne t. 1-3 (rinvenuta nel 1901)